# Matti Pohto

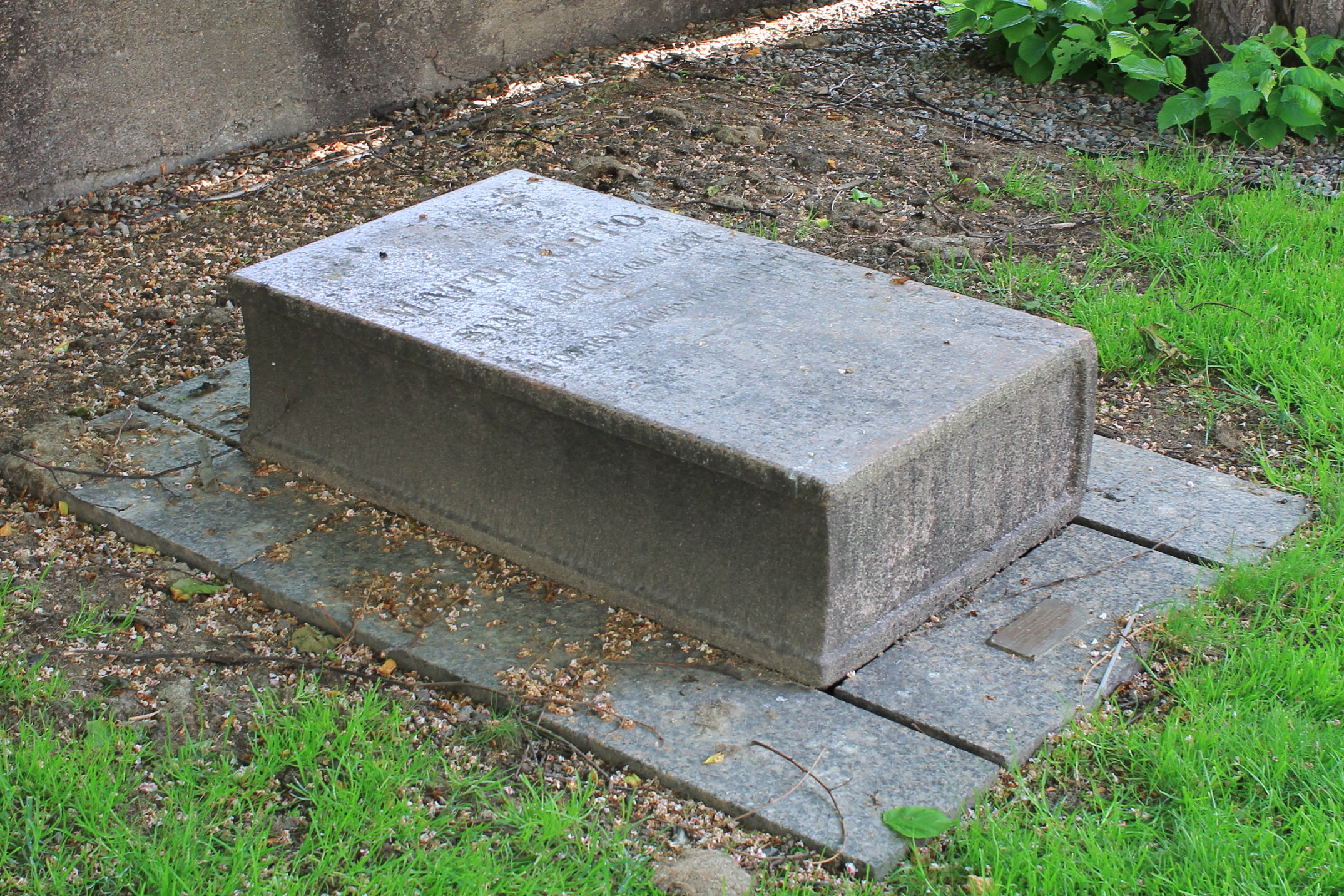
Matti Pohtos minnessten i Helsingfors.

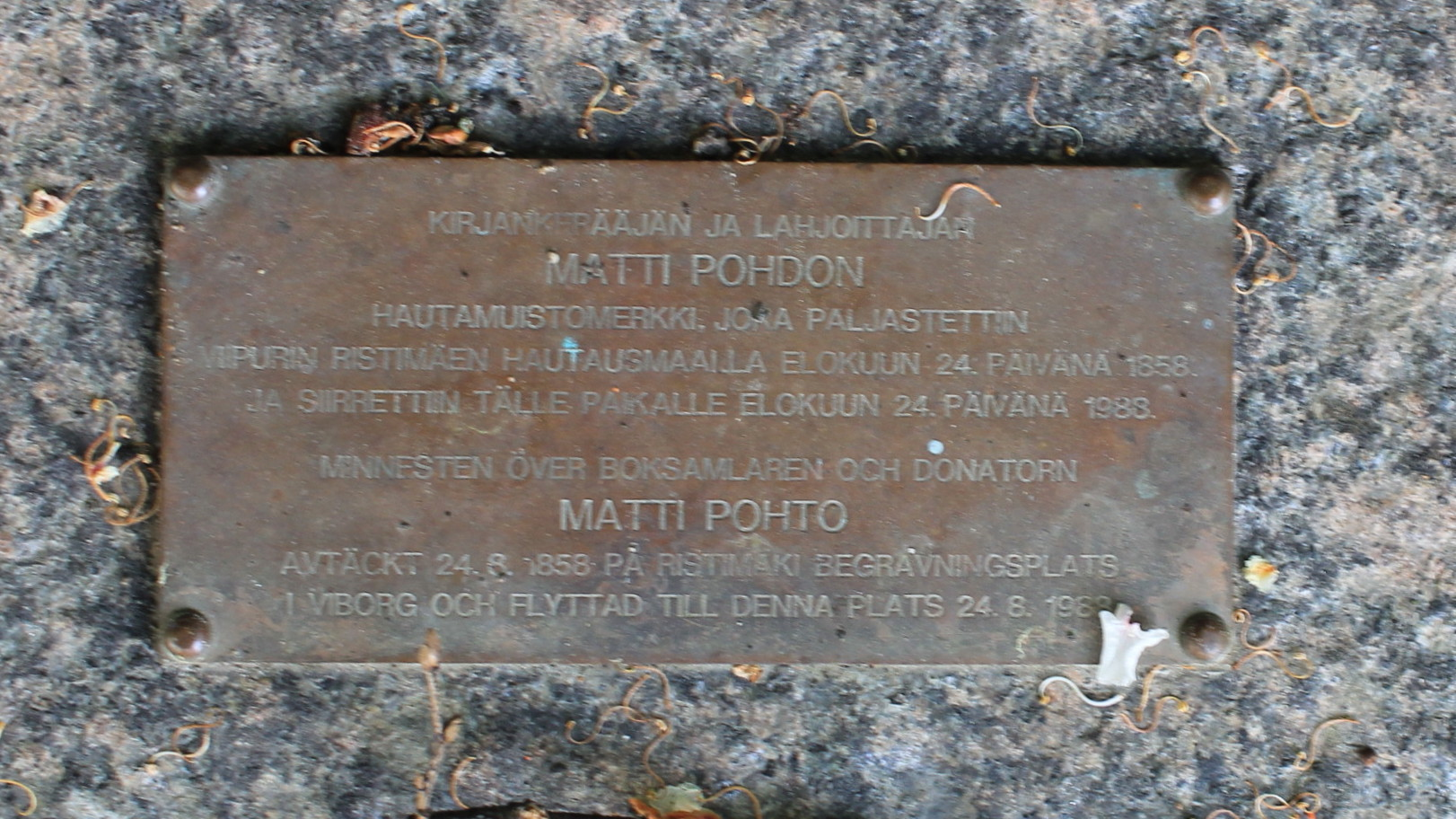
Tavla för återplacering av minnessten år 1988.

Matti Pohto, född 7 mars 1817 i Storkyro i Österbotten, död 30 juli 1857 i Viborg, var en finländsk boksamlare och donator. 

Pohto hade en tid sitt levebröd av att vandra omkring som bokförsäljare och bokbindare. Med tiden utvecklade han en sådan kärlek till gammal litteratur att han ofta för sina försäljningsartiklar eller för sitt arbete inte begärde annan ersättning än en gammal bok eller ett gulnat bokblad, som han fann i någon vrå och vars rätta plats han med sitt starka minne lätt fick reda på. Sedan han genom denna sin verksamhet blivit känd, kom han i kontakt med Fredrik Wilhelm Pipping, som av honom fick många bidrag till sin "Förteckning öfver i tryck utgifna skrifter på finska".
Då Pohto en gång i bibliografiskt syfte begav sig till gränstrakterna nära Viborg blev han lönnmördad. I sitt testamente skänkte han sina värdefulla samlingar (mest finska böcker från svenska tiden), omfattande tre fjärdedelar av all finskspråkig litteratur, till Helsingfors universitet samt till Kuopio, Åbo och Viborgs gymnasier att delas så, att i varje bibliotek skulle införlivas de böcker, som där saknades.
En minnessten från studenter över boksamlaren ock donatorn Matti Pohto blev avtäckt 24 augusti 1858 på Ristimäki begravningsplats i Viborg och flyttad till Helsingfors vid Nationalbiblioteket 24 augusti 1988. 